# Karl August von Guionneau
Karl August Ludwig von Guionneau (* 30. April 1822 in Berlin; † 20. Oktober 1888 in Köln) war ein preußischer Verwaltungsbeamter.

## Herkunft
Karl August von Guionneau war der Sohn des Preußischen Oberstleutnants Friedrich Ludwig Philipp Franz von Guionneau (1786–1828) und der Elisabeth geb. Coomons. Seine Schwester Wilhelmine Pauline Franziska (* 9. Dezember 1826) war mit dem Freiherrn Eduard Schott von Schottenstein (* 20. Februar 1822) aus Stuttgart verheiratet. Nach dem frühen Tod des Vaters lebte die Familie zunächst beim Großvater Ludwig August Emil Franz von Guionneau.

## Leben
Nach dem Besuch des Friedrich Wilhelmstädtischen Gymnasiums in Berlin studierte er an der Rheinischen Friedrich-Wilhelms-Universität Bonn und der Ruprecht-Karls-Universität Heidelberg Rechtswissenschaften. 1843 wurde er Mitglied des Corps Borussia Bonn. Nach dem Studium trat er in den Staatsdienst des Königreichs Preußen ein. Er wurde Auskultator in Berlin, Referendar in Potsdam und Assessor in Düsseldorf. Als Regierungsrat war er in Arnsberg und Münster tätig. Nach der Annexion des Königreichs Hannover durch Preußen war er von 1867 bis 1869 Landdrost der Landdrostei Aurich, des späteren Regierungsbezirks Aurich. Zuletzt war er Oberregierungsrat in Köln. Von Guionneau war preußischer Kammerherr. Er war verheiratet mit Wilhelmine Sophie von Roon.